# Ljiljana Petrović
Ljiljana Petrović (* 1939 in Bosanski Brod; † 4. Februar 2020) war eine jugoslawische Sängerin.

## Leben und Wirken
Bekannt wurde sie als Teilnehmerin beim Eurovision Song Contest 1961. Mit ihrem Lied Neke davne zvezde wurde sie Achte. Sie war damals vor ihrem Auftritt eine eher unbekannte Sängerin. Als der Komponist des Liedes Jože Privšek sie in einem Studio, wo sie ihre erste Single aufnahm, hörte, war er der Meinung, dass ihre Stimme zu dem Lied passen würde.
Sie nahm noch zahlreiche Singles und drei Alben bis Anfang der 1980er Jahre auf.

## Aufnahmen
- Sastanak u 6, A strana: Sayonara (Berlin – Lj. Petrović – M. Rijavec), Plovi, srebrni meseče (Tobias – Stojsković – Rijavec), B strana; Isplači reku suza (Hamilton – Živković – Rijavec), Sastanak u 6 (S. Radosavljević – A. Korać – M. Rijavec), Jugoton – Zagreb, EPY 3093, 1961.
- Andrija, A strana: Andrija (Vučer – Chudoba – Černjul), Toni, Toni (Mahalup – Chudoba – N. Kalogjera), B strana; Lutanja (Pero Gotovac – Pomykalo), Ko crne ruže cvijet (Kustan – Chudoba – Pomykalo), Jugoton, Zagreb – EPY 3171, 1962.
- O, slatka baby, A strana; Očaravanje (F. D. Marchetti – M. Kinel), Hernando’s Hideaway (Adler – Ross – M. Kinel), B strana; Mali cvet (Sidney Bechet – M. Kinel), O, slatka baby (Logan – Shuman – Kinel), Jugoton, Zagreb – EPY 3133, 1962.
- Chicago,A strana: Pevaj, pevaj, pevaj (L. Prima – V. Jakovljević), Voli me ili me ostavi (Kahn/Donaldson – M. Savić), B strana: Na sunčanoj stazi (J. Mc Hugh – Lj. Petrović), Chicago (F. Fisher – D. Šetina), PGP RTB, Beograd - EP 41 480, 1962.
- Lutanja, A strana: Andrija (Vučer – Chudoba – Černjul), Toni, Toni (Mahalup – Chudoba – N. Kalogjera), B strana: Lutanja (Pero Gotovac – Pomykalo), Ko crne ruže cvijet (Kustan – Chudoba – Pomykalo), Jugoton, Zagreb - EPY 3171, 1962.
- Brigitte Bardot, A strana: Brigitte Bardot (Gustavo – I. Stojković), Či-va-va (Parsons – Lj. Petrović), B strana: Yes, Sir, That’s My Baby (Donaldson – M. Kinel), Budi naš gost večeras (Fats Domino – Lj. Petrović), Jugoton – Zagreb, EPY 3218, 1963.
- Twist ljubavi, A strana: Lalaika (J. Salo – A. Korać – A. Subota), Ni sad, ni pre (Aleksandar Korać), B strana: Twist ljubavi, (A. Bovenzi – A. Korać – A. Subota), Vrati se sa letom (Taccani – A. Korać – A. Subota), Jugoton, Zagreb – EPY 3305, 1963.
- Kad praštamo jedno drugom, A strana: Mlada sam (P. Donaggio – A. Korač), Nisam znala (P. Calvi – M. Kinel), B strana: Tamne oči – plavi svod (M. Panzeri – O. Živković), Kad praštamo jedno drugom (G. D’anzi – M. Savić), Jugoton, Zagreb – EPY 3313, 1964.
- Pogreših samo jedno, A strana: Kad ne bude mene više (trad.), Odlazim sutra (Aleksandar Korać), B strana: Kad mi pišeš, mila mati (trad.), Pogreših samo jedno (Stojan Andrić), Jugoton, Zagreb – EPY 3314, 1964.
- Mladi smo, A strana: Fransoaz (Miroslav Balta – Tihomir Petrović – Julio Marić), B strana: Mladi smo (Duško Mitrinović – Josip Jurić), Beograd Disk, Beograd – SVK 1017, 1970.
- Bekime, Bekime, A strana: Bekime, Bekime (Lj. Petrović), B strana: Nikola (J. Adamov – Lj. Petrović), Beograd disk – Beograd, SVK 1049, 1971.
- Ne igraj se, vetre, A strana: Ne igraj se, vetre (J. Adamov – Lj. Petrović), B strana: Zašto smo se sreli (J. Adamov – Lj. Petrović), PGP RTB, Beograd – 52 563, 1973.
- Sinulo je sunce, A strana: Gitaro, druže moj (A. Korać – Z. Skerl – A. Korać), B strana: Sinulo je sunce (A. Korać – J. Adamov – A. Korać), PGP RTB, Beograd – 52 638, 1974.